# Mittagspause

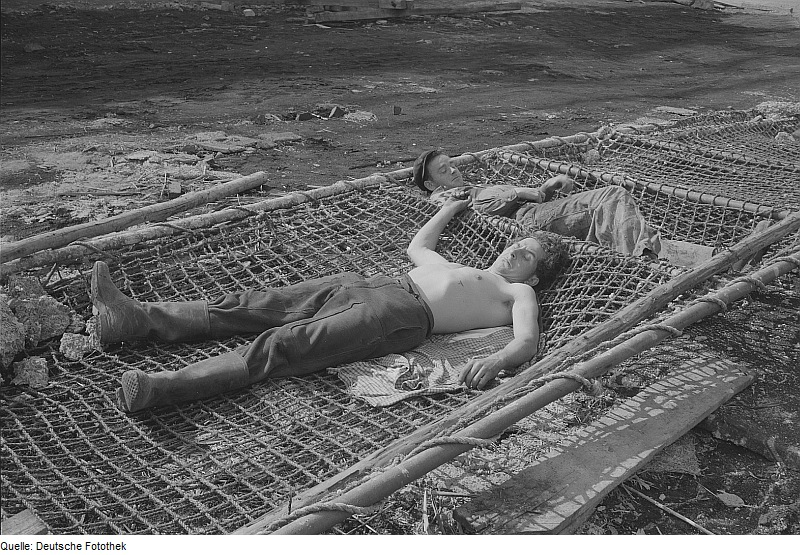
Mittagspause auf einer Baustelle

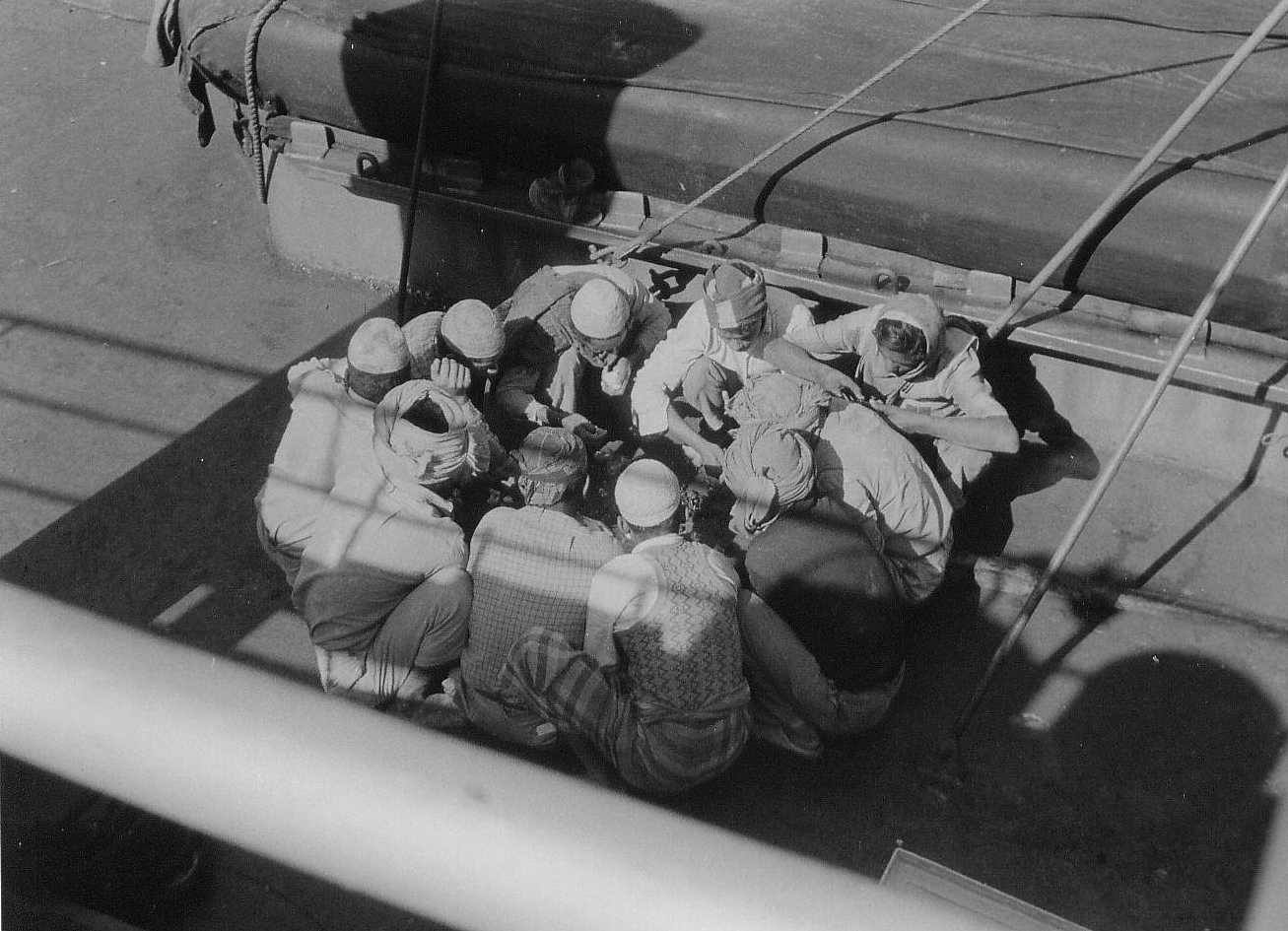
Mittagspause arabischer Hafenarbeiter (1958)

Mittagspause ist die Bezeichnung für eine meist unbezahlte Unterbrechung der Arbeitszeit. Sie wird üblicherweise im Einvernehmen zwischen Arbeitgeber und -nehmer zeitlich festgelegt. In Deutschland liegt sie zumeist in der Zeit von 11:30 bis 13:30 Uhr, in Spanien oder Italien zwischen 13 und 17 Uhr.
Die Mittagspause dient der Erholung und der Einnahme eines Imbisses bzw. des Mittagessens. Als Standard für ihr Zeitausmaß gilt im deutschen und österreichischen Arbeitsrecht ein Anspruch auf 30 Minuten Pause, der nach spätestens sechsstündiger Arbeitszeit gebührt.
Die Mittagspause (oder eine sonstige längere Arbeitspause) kann auch in zwei Hälften zu je 15 Minuten geteilt werden. Sie wird jedoch (geteilt oder ungeteilt) nicht auf die Arbeitszeit angerechnet.
In der Schule darf der ununterbrochene Unterricht ebenfalls sechs Stunden nicht überschreiten. Ist eine Teilung erforderlich, ist eine längere Mittagspause (manchmal auch „große Pause“ genannt) nach fünfstündigem Unterricht üblich bzw. länderweise vorgeschrieben.

## Rechtslage in Deutschland
„Die Arbeit ist durch im voraus feststehende Ruhepausen von mindestens 30 Minuten bei einer Arbeitszeit von mehr als sechs bis zu neun Stunden und 45 Minuten bei einer Arbeitszeit von mehr als neun Stunden insgesamt zu unterbrechen. Die Ruhepausen […] können in Zeitabschnitten von jeweils 15 Minuten aufgeteilt werden. Länger als sechs Stunden hintereinander dürfen Arbeitnehmer nicht ohne Ruhepausen beschäftigt werden. (§ 4 ArbZG)“
Deshalb ist es unzulässig, die Mittagspause durchzuarbeiten, um früher nach Hause zu gehen.
In der Pausenzeit sind Arbeitnehmer eigenwirtschaftlich tätig und deshalb nicht gesetzlich unfallversichert.

## Rechtslage in Österreich
„Beträgt die Gesamtdauer der Tagesarbeitszeit mehr als sechs Stunden, so ist die Arbeitszeit durch eine Ruhepause von mindestens einer halben Stunde zu unterbrechen. Wenn es im Interesse der Arbeitnehmer des Betriebes gelegen oder aus betrieblichen Gründen notwendig ist, können anstelle einer halbstündigen Ruhepause zwei Ruhepausen von je einer Viertelstunde oder drei Ruhepausen von je zehn Minuten gewährt werden... (§ 11 AZG)“
Durch eine Betriebsvereinbarung kann die Ruhepause auch anders geteilt oder auf bis zu fünfzehn Minuten verkürzt werden.